# براد ماينارد
براد ماينارد (بالإنجليزية: Brad Maynard)‏ هو لاعب كرة قدم أمريكية أمريكي، ولد في 9 فبراير 1974 في تيبتون في الولايات المتحدة.

## وصلات خارجية
- براد ماينارد على موقع مرجع كرة القدم المحترفة.كوم (الإنجليزية)